# Duncan, Arizona
Duncan je gradić u američkoj saveznoj državi Arizona. Prema popisu stanovništva iz 2010. u njemu je živjelo 696 stanovnika.